# Lamar Johnstone
Lamar Johnstone (1885 – 21 de mayo de 1919) fue un actor cinematográfico de nacionalidad estadounidense, activo en la época del cine mudo. 

## Biografía
Nacido en Fairfax, protagonizó casi cien filmes desde 1912 hasta su muerte en 1919, actuando por vez primera en el cortometraje de Eclair American Keeping an Eye on Father. A menudo actuó acompañando a Dorothy Gibson, una actriz que había sobrevivido al hundimiento del RMS Titanic. A lo largo de su carrera, Johnstone trabajó para los estudios Éclair American, Selig Polyscope Company y Fox Film Corporation.
En 1915 Johnstone actuó en The Secret of the Submarine, un serial cinematográfico de acción en quindici episodios que tenía como protagonista a Juanita Hansen.
Lamar Johnstone falleció en 1919 en Palm Springs, California, a los 34 años de edad. Su último film, The Spite Bride, se estrenó en septiembre, cuatro meses después de su muerte.

## Filmografía completa[2]
| - Keeping an Eye on Father (1912) - The Fateful Diamond (1912) - It Pays to Be Kind, de G.T. Evans (1912) - A Lucky Holdup, de Delmar E. Clarke (1912) - The Legend of Sleepy Hollow, de Étienne Arnaud (1912) - The High Cost of Living, de Étienne Arnaud (1912) - The Holy City, de Étienne Arnaud (1912) - A Double Misunderstanding (1912) - The Double Cross (1912) - Because of Bobbie (1912) - Boys Again (1912) - Aunt Hetty's Goldfish (1912) - Wanted a Wife in a Hurry (1912) - Robin Hood, de Étienne Arnaud y Herbert Blaché (1912) - The Passing Parade (1912) - Filial Love, de Étienne Arnaud (1912) - Surprising Eliza - Caprices of Fortune, de Étienne Arnaud (1912) - Silent Jim (1912) - What Father Did (1912) - Foiling a Fortune Hunter (1912) - Their Children's Approval (1912) - Dick's Wife (1912) - The Vengeance of the Fakir, de Henry J. Vernot (1912) - A Tammany Boarder, de Étienne Arnaud (1913) - The Gallop of Death, de Henry J. Vernot (1913) - For His Child's Sake (1913) - The Love Chase, de O.A.C. Lund (1913) - For Better or for Worse (1913) - The Sons of a Soldier, de O.A.C. Lund (1913) - The Key, de O.A.C. Lund (1913) - Hearts and Crosses, de William F. Haddock (1913) - The Politician (1913) - One of the Finest (1913) - Greasepaint Indians, de William F. Haddock (1913) - The Lady Killer (1913) - A Trade Secret (1913) - A Perilous Ride (1913) - For His Loved One (1913) - The Wedding Write-Up (1913) - A Warm Welcome (1913) - The Hendrick's Divorce (1913) - The Padre's Sacrifice, de William H. Brown (1913) - The God of Tomorrow (1913) - The Prisoner of the Mountains (1913) - Helen's Stratagem (1913) - The Baby (1913) - Mollie and the Oil King (1914) - The Lackey (1914) - The Vengeance of Najerra (1914) - The Portrait of Anita (1914) - The Reform Candidate (1914) - The Rector's Story (1914) - His First Love (1914) - They Who Dig Pits (1914) | - The Warning Cry (1914) - The Tie That Binds, de Frederick Vroom (1914) - An Unredeemed Pledge - The Wasp, de Edward LeSaint (1914) - The Broken 'X', de Edward LeSaint (1914) - The Fates and Ryan, de Edward LeSaint (1914) - The Lure of the Windigo, de Francis J. Grandon (1914) - The Lady or the Tigers, de Thomas Persons (1914) - One Traveler Returns, de Edward LeSaint (1914) - The Flower of Faith, de Francis J. Grandon (1914) - The Van Thornton Diamonds, de Francis J. Grandon (1915) - The Lady of the Cyclamen, de Edward LeSaint (1915) - The Face at the Window (1915) - The Tyrant of the Veldt, de Tom Santschi (1915) - The Secret of the Submarine, de George L. Sargent (1915) - The Blood Yoke, de Edward LeSaint (1915) - Willie Goes to Sea, de Colin Campbell (1915) - Tragedy in Panama (1915) - The Fortunes of Mariana (1915) - The Shadow and the Shade, de Edward LeSaint (1915) - The Unfinished Portrait, de Edward LeSaint (1915) - Jimmy (1915) - The Face in the Mirror (1915) - The Tongues of Men, de Frank Lloyd (1916) - Ben Blair, de William Desmond Taylor (1916) - The Ne'er Do Well, de Colin Campbell (1916) - The Impersonation (1916) - The Return of James Jerome, de Edward Sloman (1916) - The Planter, de Thomas N. Heffron y John Ince (1917) - The Calendar Girl, de Rollin S. Sturgeon (1917) - That Devil, Bateese, de William Wolbert (1918) - The Girl of My Dreams, de Louis Chaudet (1918) - Diane of the Green Van, de Wallace Worsley (1919) - Tapering Fingers, de John Francis Dillon (1919) - A Man in the Open, de Ernest C. Warde (1919) - The Sheriff's Son, de Victor Schertzinger (1919) - The Lone Star Ranger, de J. Gordon Edwards (1919) - Wolves of the Night, de J. Gordon Edwards (1919) - The Last of the Duanes, de J. Gordon Edwards (1919) - The Spite Bride, de Charles Giblyn (1919) |